# فيلموس زيغموند
فيلموس زيغموند (بالمجرية: Zsigmond Vilmos) (مواليد 16 يونيو 1930 - 1 يناير 2016)، كان مصور سينمائي أمريكي بدأ نشاطه سنة 1955. كما أنه من الفائزين بجائزة بافتا وجوائز الأوسكار.

## الأعمال
- الخلاص
- الفزاعة
- لقاءات قريبة من النوع الثالث
- صائد الغزلان
- القتلة
- الشبح والظلام
- اللعب عن ظهر قلب
- داليا السوداء
- حلم كاسندرا

## وصلات خارجية
- مقالات تستعمل روابط فنية بلا صلة مع ويكي بيانات